# 扬·恰尔诺古尔斯基
扬·恰尔诺古尔斯基（1944年1月1日—），是捷克斯洛伐克、斯洛伐克政治家，持不同政见者。曾担任捷克和斯洛伐克聯邦共和國第一副总理，斯洛伐克總理、司法部长。